# Perrette Pradier
Perrette Pradier, nome d'arte di Perrette-Marie-Mathilde Chevau (Hanoi, 17 aprile 1938 – Rueil-Malmaison, 16 gennaio 2013), è stata un'attrice francese.

## Biografia
Due anni dopo il suo debutto nel cinema, nel 1961 Pradier vinse Prix Suzanne Bianchetti, come miglior attrice promettente francese per la sua interpretazione di Amenita nel film Au voleur!, scritto da Sacha Guitry e diretto da Ralph Habib. Quello stesso anno ottenne popolarità grazie al ruolo di Constance Bonacieux in due pellicole in costume, I tre moschettieri (1961) e La vendetta dei moschettieri (1961).
Durante gli anni sessanta, apparve in numerosi film francesi e lavorò in alcune occasioni in produzioni statunitensi, come E venne il giorno della vendetta (1964) di Fred Zinnemann, in cui recitò accanto a Gregory Peck, Anthony Quinn e Omar Sharif, e il thriller Il castello di carte (1968), con Orson Welles e George Peppard, prodotto dalla Universal Studios.
Nella sua lunga carriera, Perrette Pradier lavorò in teatro, apparendo anche in La Bonne Addresse. Nel 1994 prestò la propria voce al personaggio di "Sarafina" nella versione francese del film animato Il re leone della Walt Disney Studios.
Colpita da aneurisma nel dicembre 2012, morì nel gennaio 2013, all'età di 74 anni, a seguito di un attacco cardiaco.
Era sposata con l'attore Michel Bedetti.

## Filmografia
- Sesso e alcool (Les Scélérats), regia di Robert Hossein (1960)
- Le brune sparano (La Brune que voilà), regia di Robert Lamoureux (1960)
- Au voleur!, regia di Ralph Habib (1960)
- Les Amours de Paris, regia di Jacques Poitrenaud (1961)
- I tre moschettieri (Les Trois mousquetaires: Les ferrets de la reine), regia di Bernard Borderie (1961)
- La vendetta dei moschettieri (Les Trois mousquetaires: La vengeance de Milady), regia di Bernard Borderie (1961)
- Il gioco della verità (Le Jeu de la vérité), regia di Robert Hossein (1961)
- I peccatori della foresta nera (La Chambre ardente), regia di Julien Duvivier (1962)
- I sette peccati capitali (Les sept péchés capitaux), regia di Philippe de Broca, Claude Chabrol, Jacques Demy (1962)
- Il delitto non paga (Le Crime ne paie pas), regia di Gérard Oury (1962)
- Jeff Gordon, il diabolico detective (Des frissons partout), regia di Raoul André (1963)
- Le ragazze di buona famiglia (Les Saintes nitouches), regia di Pierre Montazel (1962)
- A027, da Las Vegas in mutande (Blague dans le coin), regia di Maurice Labro (1963)
- ...e venne il giorno della vendetta (Behold a Pale Horse), regia di Fred Zinnemann (1964)
- Femmine a prezzo fisso (L'Amour à la chaine, regia di Claude de Givray (1964)
- OSS 117 furia a Bahia (Furia à Bahia pour OSS 117), regia di André Hunebelle (1965)
- Colpo grosso a Galata Bridge (Estamboul 65), regia di Antonio Isasi-Isasmendi (1965)
- Carnet per un morto (Le Judoka, agent secret), regia di Pierre Zimmer (1966)
- Il castello di carte (House of Cards), regia di John Guillermin (1968)
- Un soffio di piacere (Céleste), regia di Michel Gast (1970)
- Le Temps de vivre, le temps d'aimer (1973) - Miniserie TV
- Le comédien, regia di Jeannette Hubert (1976) - film TV
- Comme une femme, regia di Christian Dura (1980)
- Les Dalton en cavale (1983) (voce)
- Fiével et le nouveau monde (1986)
- Le Big Bang (1987) (voce)
- Il re leone (Le Roi Lion) (1994) (voce)